# Ягодно (Люблінське воєводство)
Ягодно (пол. Jagodno) — село в Польщі, у гміні Людвін Ленчинського повіту Люблінського воєводства.
Населення — 150 осіб (2011).

## Демографія
Демографічна структура станом на 31 березня 2011 року:
|          | Загалом | Допрацездатний вік | Працездатний вік | Постпрацездатний вік |
| -------- | ------- | ------------------ | ---------------- | -------------------- |
| Чоловіки | 78      | 20                 | 47               | 11                   |
| Жінки    | 72      | 15                 | 38               | 19                   |
| Разом    | 150     | 35                 | 85               | 30                   |